# أليكس ألكانتارا
أليكس ألكانتارا (بالبرتغالية: Alex Alcântara‏) هو لاعب كرة قدم برازيلي في مركز الهجوم، ولد في 28 أبريل 1995 في ساو باولو في البرازيل. لعب مع نادي كورينثيانز.